# Gamarjoba kvelas
Gamarjoba kvelas è un film del 1980 diretto da Amiran Darsavelidze e Giga Lortqipanidze e basato sulla vita del pittore georgiano Niko Pirosmani.